# Heteropalpia nigrapex
Heteropalpia nigrapex är en fjärilsart som beskrevs av Embrik Strand 1917. Heteropalpia nigrapex ingår i släktet Heteropalpia och familjen nattflyn. Inga underarter finns listade i Catalogue of Life.